# Olympische Sommerspiele 2008/Hockey
Bei den XXIX. Olympischen Sommerspielen 2008 in Peking wurden zwei Wettbewerbe im Hockey ausgetragen. Sowohl am Turnier der Herren als auch am Turnier der Damen haben zwölf Mannschaften teilgenommen. Jedes Land durfte maximal eine Mannschaft zu je 16 Spielern aufstellen, daraus ergab sich eine Gesamtzahl von 192 teilnehmenden Männern und 192 Frauen bei diesen Wettbewerben. Zusätzlich durften je Team zwei sogenannte P-Akkreditierte benannt werden, die im Verletzungsfall nachnominiert werden können. Diesen Kompromiss hatte der Welthockeyverband FIH mit dem IOC ausgehandelt, den üblicherweise können in internationalen Hockeyturnieren 18 Spieler nominiert werden, von denen je Spiel 16 zum Einsatz kommen dürfen.
Die Turniere wurden vom 10. bis 22. August (Damen) bzw. vom 11. bis 23. August 2008 (Herren) ausgetragen.

## Herren

### Qualifikation
Neben dem Gastgeber, der Volksrepublik China, waren bei den Herren die fünf Titelträger der kontinentalen Meisterschaften automatisch qualifiziert. Diese wurden zwischen Dezember 2006 und Herbst 2007 ausgetragen. Drei weitere direkte Startplätze wurden an die Kontinente aufgrund der Weltrangliste verteilt. Von diesen drei zusätzlichen Startplätzen erhielt Europa zwei und Asien einen, was bedeutete, dass auch der Vizemeister Asiens und der Zweit- und Drittplatzierte der Europameisterschaft direkt qualifiziert waren. Die restlichen drei Startplätze wurden bei drei Qualifikationsturnieren Anfang 2008 verteilt. Pro Qualifikationsturnier durften sechs Nationen teilnehmen, von denen sich nur der Sieger für den olympischen Wettbewerb qualifizierte. Für diese abschließenden Qualifikationsturniere hatten sich folgende Mannschaften qualifiziert:
| 9 aus Europa   | Großbritannien | Deutschland | Irland   | Frankreich          |
| 9 aus Europa   | Italien        | Polen       | Russland | Schweiz             |
| 9 aus Europa   | Österreich     |             |          |                     |
| 5 aus Amerika  | Argentinien    | Chile       | Mexiko   | Trinidad und Tobago |
| 5 aus Amerika  | USA            |             |          |                     |
| 3 aus Asien    | Indien         | Japan       | Malaysia |                     |
| 1 aus Ozeanien | Neuseeland     |             |          |                     |

Qualifikationsturniere: Die Teilnehmer der einzelnen Qualifikationsturniere waren somit:
- 1. Qualifikationsturnier, 2.–9. Februar 2008, Auckland (Neuseeland):
  -  Neuseeland (Sieger)
  -  Argentinien
  -  Irland
  -  Frankreich
  -  Vereinigte Staaten
  -  Trinidad und Tobago
- 2. Qualifikationsturnier, 1.–9. März 2008, Santiago (Chile):
  -  Österreich
  -  Chile
  -  Vereinigtes Königreich (Sieger)
  -  Indien
  -  Mexiko
  -  Russland
- 3. Qualifikationsturnier, 5.–13. April 2008, Kakamigahara (Japan):
  -  Deutschland (Sieger)
  -  Italien
  -  Japan
  -  Malaysia
  -  Polen
  -  Schweiz

Für den olympischen Wettkampf hatten sich somit folgende Mannschaften qualifiziert:
| 5 aus Europa   | Niederlande (Europameister)                      | Spanien (Zweiter EM)                    | Belgien (Dritter EM)      | Großbritannien (Sieger zweites Turnier) |
| 5 aus Europa   | Deutschland (Sieger drittes Turnier)             |                                         |                           |                                         |
| 3 aus Asien    | Volksrepublik China (Asienmeister und Gastgeber) | Südkorea (Zweiter Asiens)               | Pakistan (Dritter Asiens) |                                         |
| 2 aus Ozeanien | Australien (Ozeanienmeister)                     | Neuseeland (Sieger des ersten Turniers) |                           |                                         |
| 1 aus Amerika  | Kanada (Amerikameister)                          |                                         |                           |                                         |
| 1 aus Afrika   | Südafrika (Afrikameister)                        |                                         |                           |                                         |

### Olympischer Wettbewerb

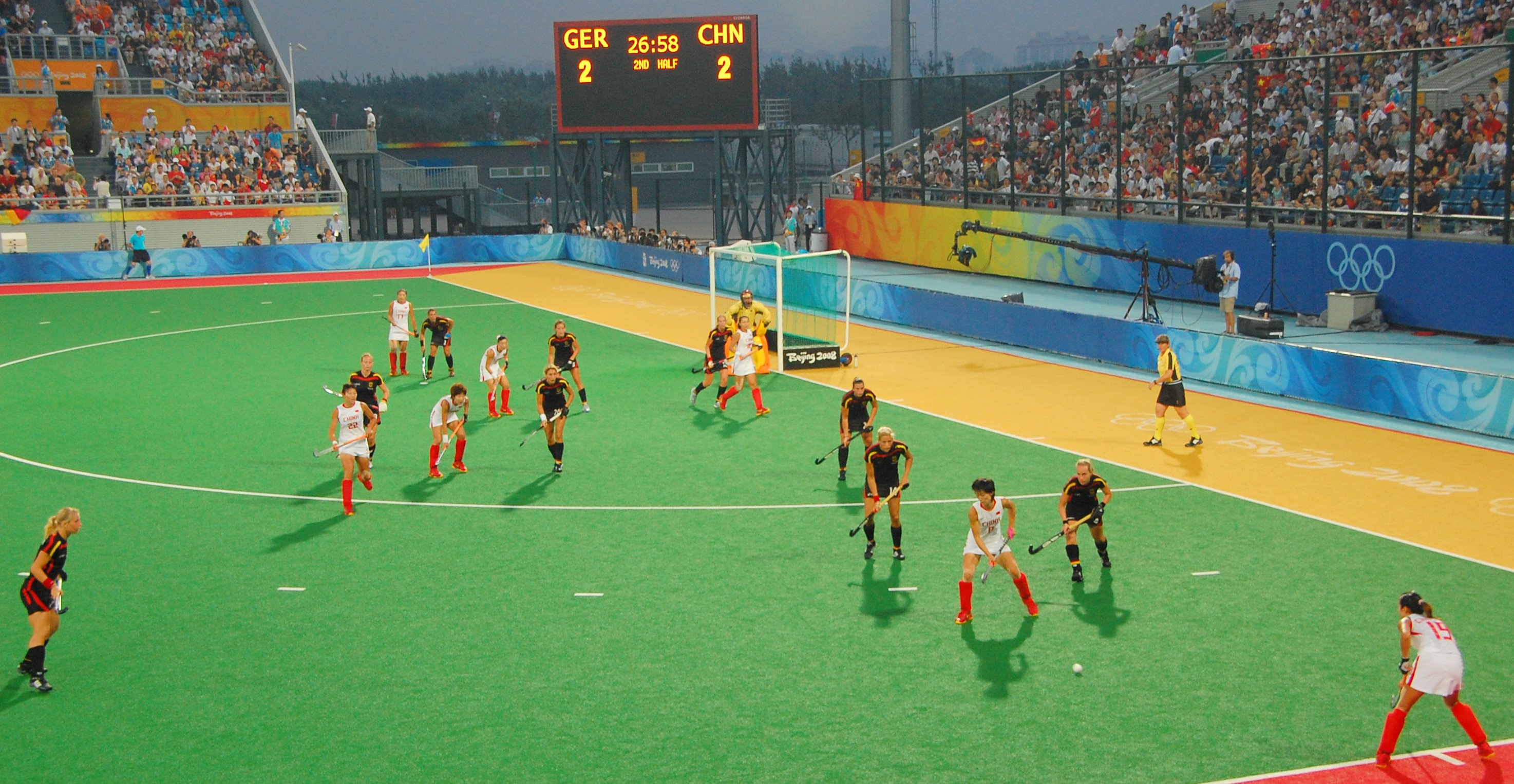
Spielszene aus dem Halbfinale Deutschland gegen China

#### Medaillengewinner
Bei den Herren errang Deutschland als amtierender Weltmeister des Jahres 2006 die Goldmedaille. Im Finale wurde das Team aus Spanien mit 1:0 bezwungen. Einziger Torschütze im olympischen Finale war der Münchener Christopher Zeller, der nach einer Strafecke in der 16. Minute zum Siegtor traf. Mit dem Sieg holte das deutsche Team nach 1972 und 1992 zum dritten Mal die Goldmedaille in einem olympischen Herrenhockeyturnier.
Der Trainer der deutschen Herren, Markus Weise, der vier Jahre zuvor in Athen mit den deutschen Damen überraschend Gold gewonnen hatte, holte nun mit den Herren erneut Gold.

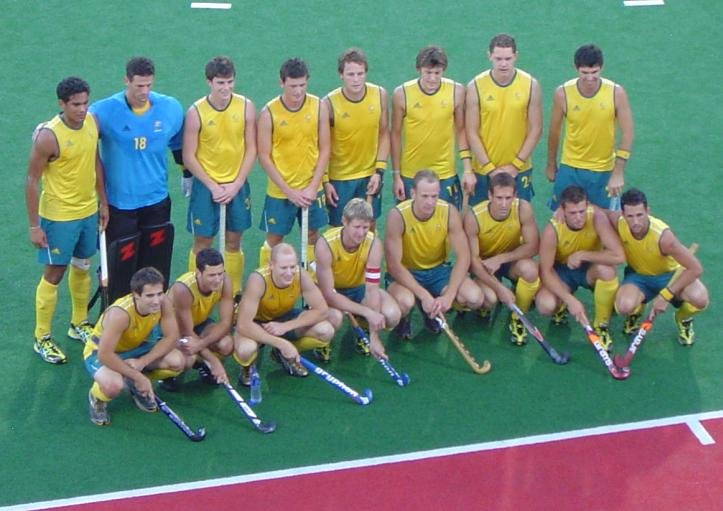
Die australische Olympiaauswahl

Die Bronzemedaille gewann das Team von Australien, das vier Jahre zuvor in Athen noch die Goldmedaille errungen hatte. Im Spiel um Platz 3 schlug Australien die Niederlande mit 6:2.
Im deutschen Team spielte ab Halbfinale Jan-Marco Montag für den verletzten Oliver Korn, im australischen Team rückte Andrew Smith nach.
| | | | 4 |
| Deutschland | Spanien | Australien | Niederlande |
| --- | --- | --- | --- |
| Sebastian Biederlack Moritz Fürste Tobias Hauke Florian Keller Oliver Korn Niklas Meinert Jan-Marco Montag Maximilian Müller Juan Carlos Nevado Max Weinhold Tibor Weißenborn Benjamin Wess Timo Wess Philip Witte Matthias Witthaus Christopher Zeller Philipp Zeller Christian Schulte | David Alegre Ramón Alegre Pablo Amat Eduard Arbós Quico Cortés Sergi Enrique Alex Fábregas Kiko Fábregas Juan Fernández Santiago Freixa Rodrigo Garza Roc Oliva Xavier Ribas Albert Sala Víctor Manuel Eduard Tubau | Des Abbott Travis Brooks Kiel Brown Liam de Young Luke Doerner Jamie Dwyer Bevan George David Guest Rob Hammond Fergus Kavanagh Mark Knowles Stephen Lambert Eli Matheson Eddie Ockenden Grant Schubert Andrew Smith Matthew Wells | Thomas Boerma Matthijs Brouwer Ronald Brouwer Jeroen Delmee Geert-Jan Derikx Rob Derikx Laurence Docherty Jeroen Hertzberger Robert van der Horst Timme Hoyng Teun de Nooijer Rob Reckers Taeke Taekema Guus Vogels Roderick Weusthof Sander van der Weide |

#### Vorrunde

##### Gruppe A
| Spiel | Datum                 | Stadion                             | Begegnung           | Begegnung | Begegnung           | Ergebnis  |
| ----- | --------------------- | ----------------------------------- | ------------------- | --------- | ------------------- | --------- |
| 1     | 11. August, 8:30 Uhr  | Olympic Green Hockey Field, Platz 1 | Volksrepublik China | -         | Deutschland         | 1:4 (1:1) |
| 3     | 11. August 18:00 Uhr  | Olympic Green Hockey Field, Platz 2 | Südkorea            | -         | Neuseeland          | 1:3 (1:0) |
| 4     | 11. August, 20:30 Uhr | Olympic Green Hockey Field, Platz 2 | Spanien             | -         | Belgien             | 4:2 (2:1) |
| 8     | 13. August, 10:30 Uhr | Olympic Green Hockey Field, Platz 1 | Volksrepublik China | -         | Südkorea            | 2:5 (2:2) |
| 11    | 13. August, 18:30 Uhr | Olympic Green Hockey Field, Platz 1 | Belgien             | -         | Deutschland         | 1:1 (1:1) |
| 10    | 13. August, 20:30 Uhr | Olympic Green Hockey Field, Platz 2 | Neuseeland          | -         | Spanien             | 0:1 (0:0) |
| 13    | 15. August, 8:30 Uhr  | Olympic Green Hockey Field, Platz 1 | Spanien             | -         | Volksrepublik China | 2:1 (1:1) |
| 15    | 15. August, 18:00 Uhr | Olympic Green Hockey Field, Platz 2 | Belgien             | -         | Neuseeland          | 2:4 (2:3) |
| 16    | 15. August, 20:30 Uhr | Olympic Green Hockey Field, Platz 2 | Südkorea            | -         | Deutschland         | 3:3 (1:1) |
| 20    | 17. August, 10:30 Uhr | Olympic Green Hockey Field, Platz 1 | Südkorea            | -         | Belgien             | 3:1 (0:1) |
| 23    | 17. August, 18:30 Uhr | Olympic Green Hockey Field, Platz 1 | Neuseeland          | -         | Volksrepublik China | 2:2 (1:2) |
| 24    | 17. August, 21:00 Uhr | Olympic Green Hockey Field, Platz 1 | Deutschland         | -         | Spanien             | 1:0 (1:0) |
| 26    | 19. August, 10:30 Uhr | Olympic Green Hockey Field, Platz 1 | Deutschland         | -         | Neuseeland          | 3:1 (2:0) |
| 28    | 19. August, 18:30 Uhr | Olympic Green Hockey Field, Platz 1 | Südkorea            | -         | Spanien             | 1:2 (0:1) |
| 30    | 19. August, 21:00 Uhr | Olympic Green Hockey Field, Platz 1 | Volksrepublik China | -         | Belgien             | 1:3 (1:2) |

##### Gruppe B
| Spiel | Datum                 | Stadion                             | Begegnung              | Begegnung | Begegnung              | Ergebnis   |
| ----- | --------------------- | ----------------------------------- | ---------------------- | --------- | ---------------------- | ---------- |
| 2     | 11. August, 10:30 Uhr | Olympic Green Hockey Field, Platz 1 | Pakistan               | -         | Vereinigtes Königreich | 2:4 (0:3)  |
| 5     | 11. August, 18:30 Uhr | Olympic Green Hockey Field, Platz 1 | Australien             | -         | Kanada                 | 6:1 (3:0)  |
| 6     | 11. August, 21:00 Uhr | Olympic Green Hockey Field, Platz 1 | Niederlande            | -         | Südafrika              | 5:0 (2:0)  |
| 7     | 13. August, 8:30 Uhr  | Olympic Green Hockey Field, Platz 1 | Südafrika              | -         | Australien             | 0:10 (0:5) |
| 9     | 13. August, 18:00 Uhr | Olympic Green Hockey Field, Platz 2 | Kanada                 | -         | Pakistan               | 1:3 (1:0)  |
| 12    | 13. August, 21:00 Uhr | Olympic Green Hockey Field, Platz 1 | Niederlande            | -         | Vereinigtes Königreich | 1:0 (0:0)  |
| 14    | 15. August, 10:30 Uhr | Olympic Green Hockey Field, Platz 1 | Niederlande            | -         | Kanada                 | 4:2 (3:1)  |
| 17    | 15. August, 18:30 Uhr | Olympic Green Hockey Field, Platz 1 | Pakistan               | -         | Australien             | 1:3 (1:1)  |
| 18    | 15. August, 21:00 Uhr | Olympic Green Hockey Field, Platz 1 | Südafrika              | -         | Vereinigtes Königreich | 0:2 (0:1)  |
| 19    | 17. August, 8:30 Uhr  | Olympic Green Hockey Field, Platz 1 | Vereinigtes Königreich | -         | Kanada                 | 1:1 (0:0)  |
| 21    | 17. August, 18:00 Uhr | Olympic Green Hockey Field, Platz 2 | Pakistan               | -         | Südafrika              | 3:1 (1:1)  |
| 22    | 17. August, 20:30 Uhr | Olympic Green Hockey Field, Platz 2 | Australien             | -         | Niederlande            | 2:2 (0:0)  |
| 25    | 19. August, 8:30 Uhr  | Olympic Green Hockey Field, Platz 1 | Niederlande            | -         | Pakistan               | 4:2 (0:1)  |
| 27    | 19. August, 18:00 Uhr | Olympic Green Hockey Field, Platz 2 | Kanada                 | -         | Südafrika              | 5:3 (2:2)  |
| 29    | 19. August, 20:30 Uhr | Olympic Green Hockey Field, Platz 2 | Australien             | -         | Vereinigtes Königreich | 3:3 (0:1)  |

#### Finalrunde

##### Spiel um Platz 11
| Spiel | Datum                | Stadion                             | Begegnung           | Begegnung | Begegnung | Ergebnis             |
| ----- | -------------------- | ----------------------------------- | ------------------- | --------- | --------- | -------------------- |
| 35    | 23. August, 8:30 Uhr | Olympic Green Hockey Field, Platz 1 | Volksrepublik China | -         | Südafrika | 4:3 n. V. (1:1, 3:3) |

##### Spiel um Platz 9
| Spiel | Datum                | Stadion                             | Begegnung | Begegnung | Begegnung | Ergebnis  |
| ----- | -------------------- | ----------------------------------- | --------- | --------- | --------- | --------- |
| 31    | 21. August, 8:30 Uhr | Olympic Green Hockey Field, Platz 1 | Belgien   | -         | Kanada    | 3:0 (2:0) |

##### Spiel um Platz 7
| Spiel | Datum                 | Stadion                             | Begegnung  | Begegnung | Begegnung | Ergebnis  |
| ----- | --------------------- | ----------------------------------- | ---------- | --------- | --------- | --------- |
| 32    | 21. August, 11:00 Uhr | Olympic Green Hockey Field, Platz 1 | Neuseeland | -         | Pakistan  | 4:2 (1:0) |

##### Spiel um Platz 5
| Spiel | Datum                 | Stadion                             | Begegnung | Begegnung | Begegnung              | Ergebnis  |
| ----- | --------------------- | ----------------------------------- | --------- | --------- | ---------------------- | --------- |
| 36    | 23. August, 11:00 Uhr | Olympic Green Hockey Field, Platz 1 | Südkorea  | -         | Vereinigtes Königreich | 2:5 (0:0) |

##### Halbfinale
| Spiel | Datum                 | Stadion                             | Begegnung   | Begegnung | Begegnung   | Ergebnis               |
| ----- | --------------------- | ----------------------------------- | ----------- | --------- | ----------- | ---------------------- |
| 33    | 21. August, 18:00 Uhr | Olympic Green Hockey Field, Platz 1 | Niederlande | -         | Deutschland | 4:5 n.7m (0:0,1:1,1:1) |
| 34    | 21. August, 20:30 Uhr | Olympic Green Hockey Field, Platz 1 | Spanien     | -         | Australien  | 3:2 (0:1)              |

##### Spiel um Platz 3
| Spiel | Datum                 | Stadion                             | Begegnung   | Begegnung | Begegnung  | Ergebnis  |
| ----- | --------------------- | ----------------------------------- | ----------- | --------- | ---------- | --------- |
| 37    | 23. August, 18:00 Uhr | Olympic Green Hockey Field, Platz 1 | Niederlande | -         | Australien | 2:6 (2:4) |

##### Finale
| Spiel | Datum                 | Stadion                             | Begegnung   | Begegnung | Begegnung | Ergebnis  |
| ----- | --------------------- | ----------------------------------- | ----------- | --------- | --------- | --------- |
| 38    | 23. August, 20:30 Uhr | Olympic Green Hockey Field, Platz 1 | Deutschland | -         | Spanien   | 1:0 (1:0) |

## Damen

### Qualifikation
Neben dem Gastgeber, der Volksrepublik China, waren bei den Damen die fünf Titelträger der kontinentalen Meisterschaften automatisch qualifiziert. Diese wurden zwischen Dezember 2006 und Herbst 2007 ausgetragen. Drei weitere direkte Startplätze wurden an die Kontinente aufgrund der Weltrangliste verteilt. Von diesen drei zusätzlichen Startplätzen erhielt Europa zwei und Ozeanien einen, was bedeutete, dass auch der Vizemeister Ozeaniens und der Zweit- und Drittplatzierte der Europameisterschaft direkt qualifiziert waren. Die restlichen drei Startplätze wurden bei drei Qualifikationsturnieren Anfang 2008 verteilt. Pro Qualifikationsturnier durften sechs Nationen teilnehmen, von denen sich nur der Sieger für den olympischen Wettbewerb qualifizierte.
Qualifikationsturniere: Die Qualifikationsturniere erbrachten folgende Ergebnisse:
- 1. Qualifikationsturnier 12.–20. April 2008 Baku (Aserbaidschan):
  -  Spanien (Sieger)
  -  Aserbaidschan
  -  Chile
  -  Ukraine
  -  Belarus
  -  Kenia

Beim Turnier gaben zwei spanische Spielerinnen positive Dopingproben ab, außerdem klagte ein Großteil der spanischen Mannschaft über Unwohlsein. Auch beim ukrainischen Team fielen vier Spielerinnen wegen Vergiftungserscheinungen aus. Es kam der Verdacht auf, dass gezielte Sabotage vorlag. Profiteur wäre Gastgeber Aserbaidschan gewesen. Der Welthockeyverband FIH entschied aber, dass bei den Spanierinnen kein Verstoß gegen die Anti-Doping-Regeln vorlag und sie deswegen nicht disqualifiziert wurden.
- 2. Qualifikationsturnier 19.–27. April 2008 Kasan (Russland):
  -  Vereinigte Staaten (Sieger)
  -  Belgien
  -  Niederländische Antillen
  -  Indien
  -  Russland
  -  Frankreich
- 3. Qualifikationsturnier 26. April – 4. Mai 2008 Victoria (Kanada):
  -  Südkorea (Sieger)
  -  Italien
  -  Irland
  -  Kanada
  -  Malaysia
  -  Uruguay

Für den olympischen Wettkampf hatten sich somit folgende Mannschaften qualifiziert:
| - Volksrepublik China - Deutschland - Australien | - Japan - Niederlande - Spanien | - Südafrika - Vereinigtes Königreich - Vereinigte Staaten | - Argentinien - Neuseeland - Südkorea |  |

### Olympischer Wettbewerb

#### Medaillengewinnerinnen
| Platz | Land | Sportlerinnen |
| ----- | ---- | --- |
| 1     | NED  | Marilyn Agliotti, Minke Booij, Wieke Dijkstra, Miek van Geenhuizen, Maartje Goderie, Eva de Goede, Ellen Hoog, Kelly Jonker 1, Fatima Moreira de Melo, Eefke Mulder, Maartje Paumen, Sophie Polkamp, Lisanne de Roever, Janneke Schopman, Minke Smabers, Naomi van As, Lidewij Welten   |
| 2     | CHN  | Chen Qiuqi, Chen Zhaoxia, Cheng Hui, Fu Baorong, Gao Lihua, Huang Junxia, Li Aili, Li Hongxia, Li Shuang, Ma Yibo, Pan Fengzhen, Ren Ye, Song Qingling, Sun Zhen, Tang Chunling, Zhang Yimeng, Zhao Yudiao, Zhou Wanfeng                                                                |
| 3     | ARG  | Magdalena Aicega, Luciana Aymar, Noel Barrionuevo, Claudia Burkart, Soledad García, Alejandra Gulla, María de la Paz Hernández, Gisele Kañevsky, Rosario Luchetti, Mercedes Margalot, Mariana González Oliva, Carla Rebecchi, Mariana Rossi, Mariné Russo, Belén Succi, Paola Vukojicic |

#### Vorrunde

##### Gruppe A
| Spiel | Datum                 | Stadion                             | Begegnung           | Begegnung | Begegnung           | Ergebnis  |
| ----- | --------------------- | ----------------------------------- | ------------------- | --------- | ------------------- | --------- |
| 2     | 10. August, 10:30 Uhr | Olympic Green Hockey Field, Platz 1 | Volksrepublik China | -         | Spanien             | 3:0 (2:0) |
| 3     | 10. August, 18:00 Uhr | Olympic Green Hockey Field, Platz 2 | Australien          | -         | Südkorea            | 5:4 (1:4) |
| 4     | 10. August, 20:30 Uhr | Olympic Green Hockey Field, Platz 2 | Niederlande         | -         | Südafrika           | 6:0 (2:0) |
| 8     | 12. August, 10:30 Uhr | Olympic Green Hockey Field, Platz 1 | Australien          | -         | Spanien             | 6:1 (1:1) |
| 11    | 12. August, 18:30 Uhr | Olympic Green Hockey Field, Platz 1 | Volksrepublik China | -         | Südafrika           | 3:0 (2:0) |
| 10    | 12. August, 20:30 Uhr | Olympic Green Hockey Field, Platz 2 | Niederlande         | -         | Südkorea            | 3:2 (2:1) |
| 13    | 14. August, 8:30 Uhr  | Olympic Green Hockey Field, Platz 1 | Volksrepublik China | -         | Niederlande         | 0:1 (0:1) |
| 15    | 14. August, 18:00 Uhr | Olympic Green Hockey Field, Platz 2 | Spanien             | -         | Südkorea            | 2:1 (2:0) |
| 16    | 14. August, 20:30 Uhr | Olympic Green Hockey Field, Platz 2 | Südafrika           | -         | Australien          | 0:3 (0:1) |
| 20    | 16. August, 10:30 Uhr | Olympic Green Hockey Field, Platz 1 | Australien          | -         | Niederlande         | 1:2 (1:1) |
| 23    | 16. August, 18:30 Uhr | Olympic Green Hockey Field, Platz 1 | Südkorea            | -         | Volksrepublik China | 1:6 (0:2) |
| 24    | 16. August, 21:00 Uhr | Olympic Green Hockey Field, Platz 1 | Spanien             | -         | Südafrika           | 1:0 (1:0) |
| 16    | 18. August, 10:30 Uhr | Olympic Green Hockey Field, Platz 1 | Südkorea            | -         | Südafrika           | 5:2 (4:0) |
| 29    | 18. August, 18:30 Uhr | Olympic Green Hockey Field, Platz 1 | Niederlande         | -         | Spanien             | 2:0 (1:0) |
| 30    | 18. August, 21:00 Uhr | Olympic Green Hockey Field, Platz 1 | Volksrepublik China | -         | Australien          | 2:2 (1:0) |

##### Gruppe B
| Spiel | Datum                 | Stadion                             | Begegnung              | Begegnung | Begegnung              | Ergebnis  |
| ----- | --------------------- | ----------------------------------- | ---------------------- | --------- | ---------------------- | --------- |
| 1     | 10. August, 8:30 Uhr  | Olympic Green Hockey Field, Platz 1 | Japan                  | -         | Neuseeland             | 2:1 (2:1) |
| 5     | 10. August, 18:30 Uhr | Olympic Green Hockey Field, Platz 1 | Argentinien            | -         | Vereinigte Staaten     | 2:2 (2:1) |
| 6     | 10. August, 21:00 Uhr | Olympic Green Hockey Field, Platz 1 | Deutschland            | -         | Vereinigtes Königreich | 5:1 (2:1) |
| 7     | 12. August, 8:30 Uhr  | Olympic Green Hockey Field, Platz 1 | Argentinien            | -         | Vereinigtes Königreich | 2:2 (2:0) |
| 9     | 12. August, 18:00 Uhr | Olympic Green Hockey Field, Platz 2 | Vereinigte Staaten     | -         | Japan                  | 1:1 (0:1) |
| 12    | 12. August, 21:00 Uhr | Olympic Green Hockey Field, Platz 1 | Deutschland            | -         | Neuseeland             | 2:1 (0:1) |
| 14    | 14. August, 10:30 Uhr | Olympic Green Hockey Field, Platz 1 | Vereinigte Staaten     | -         | Deutschland            | 2:4 (1:1) |
| 17    | 14. August, 18:30 Uhr | Olympic Green Hockey Field, Platz 1 | Japan                  | -         | Argentinien            | 1:2 (0:0) |
| 18    | 14. August, 21:00 Uhr | Olympic Green Hockey Field, Platz 1 | Neuseeland             | -         | Vereinigtes Königreich | 1:2 (1:1) |
| 19    | 16. August, 8:30 Uhr  | Olympic Green Hockey Field, Platz 1 | Neuseeland             | -         | Vereinigte Staaten     | 1:4 (0:2) |
| 21    | 16. August, 18:00 Uhr | Olympic Green Hockey Field, Platz 2 | Deutschland            | -         | Argentinien            | 0:4 (0:0) |
| 22    | 16. August, 20:30 Uhr | Olympic Green Hockey Field, Platz 2 | Vereinigtes Königreich | -         | Japan                  | 2:1 (1:0) |
| 25    | 18. August, 8:30 Uhr  | Olympic Green Hockey Field, Platz 1 | Deutschland            | -         | Japan                  | 1:0 (0:0) |
| 27    | 18. August, 18:00 Uhr | Olympic Green Hockey Field, Platz 2 | Vereinigtes Königreich | -         | Vereinigte Staaten     | 0:0       |
| 28    | 18. August, 20:30 Uhr | Olympic Green Hockey Field, Platz 2 | Argentinien            | -         | Neuseeland             | 3:2 (1:1) |

#### Finalrunde

##### Spiel um Platz 11
| Spiel | Datum            | Stadion                             | Begegnung | Begegnung | Begegnung  | Ergebnis |
| ----- | ---------------- | ----------------------------------- | --------- | --------- | ---------- | -------- |
| 35    | 22. August, 8:30 | Olympic Green Hockey Field, Platz 1 | Südafrika | -         | Neuseeland | 4:1(2:1) |

##### Spiel um Platz 9
| Spiel | Datum            | Stadion                             | Begegnung | Begegnung | Begegnung | Ergebnis  |
| ----- | ---------------- | ----------------------------------- | --------- | --------- | --------- | --------- |
| 31    | 20. August, 8:30 | Olympic Green Hockey Field, Platz 1 | Südkorea  | -         | Japan     | 2:1 (1:0) |

##### Spiel um Platz 7
| Spiel | Datum             | Stadion                             | Begegnung | Begegnung | Begegnung          | Ergebnis             |
| ----- | ----------------- | ----------------------------------- | --------- | --------- | ------------------ | -------------------- |
| 32    | 20. August, 11:00 | Olympic Green Hockey Field, Platz 1 | Spanien   | -         | Vereinigte Staaten | 3:2 n. V. (1:1, 2:2) |

##### Spiel um Platz 5
| Spiel | Datum             | Stadion                             | Begegnung  | Begegnung | Begegnung              | Ergebnis  |
| ----- | ----------------- | ----------------------------------- | ---------- | --------- | ---------------------- | --------- |
| 36    | 22. August, 11:00 | Olympic Green Hockey Field, Platz 1 | Australien | -         | Vereinigtes Königreich | 2:0 (1:0) |

##### Halbfinale
| Spiel | Datum             | Stadion                             | Begegnung   | Begegnung | Begegnung           | Ergebnis  |
| ----- | ----------------- | ----------------------------------- | ----------- | --------- | ------------------- | --------- |
| 33    | 20. August, 18:00 | Olympic Green Hockey Field, Platz 1 | Deutschland | -         | Volksrepublik China | 2:3 (1:1) |
| 34    | 20. August, 20:30 | Olympic Green Hockey Field, Platz 1 | Niederlande | -         | Argentinien         | 5:2 (3:0) |

##### Spiel um Platz 3
| Spiel | Datum             | Stadion                             | Begegnung   | Begegnung | Begegnung   | Ergebnis  |
| ----- | ----------------- | ----------------------------------- | ----------- | --------- | ----------- | --------- |
| 37    | 22. August, 18:00 | Olympic Green Hockey Field, Platz 1 | Deutschland | -         | Argentinien | 1:3 (0:2) |

##### Finale
| Spiel | Datum             | Stadion                             | Begegnung           | Begegnung | Begegnung   | Ergebnis  |
| ----- | ----------------- | ----------------------------------- | ------------------- | --------- | ----------- | --------- |
| 38    | 22. August, 20:30 | Olympic Green Hockey Field, Platz 1 | Volksrepublik China | -         | Niederlande | 0:2 (0:0) |